# 孫壽銘
孫壽銘，號少坪，為中國清朝官員，本籍江蘇。
舉人出身的孫壽銘於1876年（光緒2年）以台防同知奉旨接替張夢元，於台灣地區擔任台灣府知府。而此官職是台灣清治時期此期間，受台灣道制約的台灣地方父母官。光绪四年，接替方熊祥任兴化府知府一职，光绪七年由沈定钧接任。